# Pedro Dias
Pedro Daniel Castelo Branco Miranda Dias (ur. 7 maja 1982) – portugalski judoka. Olimpijczyk z Pekinu 2008, gdzie zajął dziewiąte miejsce w wadze półlekkiej.
Uczestnik mistrzostw świata w 2005 i 2007. Startował w Pucharze Świata w latach 2003-2008. Brązowy medalista mistrzostw Europy w 2008 roku.

## Letnie Igrzyska Olimpijskie 2008
| Konkurencja | Eliminacje            | Eliminacje         | Eliminacje           | Repasaże                | Klas. końcowa |
| Konkurencja | Przeciwnik I          | Przeciwnik II      | 1/4                  | Przeciwnik I            | Miejsce       |
| ----------- | --------------------- | ------------------ | -------------------- | ----------------------- | ------------- |
| 66 kg       | Ludwing Ortiz (VEN) Z | João Derly (BRA) Z | Pak Chol-min (PRK) P | Giovanni Casale (ITA) P | 9.            |